# Courtney Solomon
Courtney Solomon, de nombre real Corey Solomon, es un director de cine nacido el 1 de septiembre de 1971 en Ontario, Canadá. Ha desarrollado su carrera en los Estados Unidos.

## Trayectoria artística
Comenzó como director en el año 2000 con la película Dungeons & Dragons, adaptación al cine del juego de rol de mismo título. El actor Jeremy Irons fue el escogido para hacer de villano y para asignarle el que sería el peor papel de toda su filmografía. La película de Solomon no obtuvo gran éxito en taquilla y tuvo críticas muy negativas.
A pesar de ello no dejó de dedicarse al cine. En 2005 produjo la segunda parte de Dungeons & Dragons (Dungeons & Dragons: Wrath of the Dragon God, pero ya no en formato de película de cine sino en formato de telefilme para la televisión) y meses después dirigió Maleficio, donde reunió a Donald Sutherland, Sissy Spacek y a Rachel Hurd-Wood. La historia contaba los hechos reales que ocurrieron entre 1818 y 1820 en Tennessee sobre la llamada Bruja de Bell.
Actualmente reside en Los Ángeles con su esposa Martha.

## Filmografía
| Año  | Título                                      | Título original                               | Notas |
| ---- | ------------------------------------------- | --------------------------------------------- | ----- |
| 2000 | Dungeons & Dragons                          | Dungeons and Dragons                          |       |
| 2005 | Dungeons & Dragons: Wrath of the Dragon God | Dungeons and Dragons: Wrath of the Dragon God |       |
| 2005 | Maleficio                                   | An American Haunting                          |       |

- Datos: Q2310642